# Flagi gmin w województwie podlaskim
Flagi gmin w województwie podlaskim – lista symboli gminnych w postaci flagi, obowiązujących w województwie podlaskim.

Flaga województwa podlaskiego

Zgodnie z definicją, flaga to płat tkaniny określonego kształtu, barwy i znaczenia, przymocowywany do drzewca lub masztu. Może on również zawierać herb lub godło danej jednostki administracyjnej. W Polsce jednostki terytorialne (rady gmin, miast i powiatów) mogą ustanawiać flagi zgodnie z „Ustawą z dnia 21 grudnia 1978 o odznakach i mundurach”. W pierwotnej wersji pozwalała ona jednostkom terytorialnym jedynie na ustanawianie herbów. 
Mimo to wiele miast i gmin, w tym w województwie podlaskim, podejmowało uchwały i używało flagi jako swojego symbolu. Dopiero „Ustawa z dnia 29 grudnia 1998 o zmianie niektórych ustaw w związku z wdrożeniem reformy ustrojowej państwa” oficjalnie potwierdziła prawo województw, powiatów i gmin do ustanawiania tego symbolu jednostki terytorialnej.
W 2025 w województwie podlaskim swoją flagę miało 61 ze 119 gmin. Symbol ten, w 2002, ustanowiło samo województwo.

## Lista obowiązujących flag gminnych

### Powiat augustowski
| Gmina                   | Wzór | Opis |
| ----------------------- | ---- | --- |
| Gmina Bargłów Kościelny |      | Flaga gminy została ustanowiona 31 grudnia 1997. Jest to prostokątny płat tkaniny, podzielony na trzy równe poziome pasy: dwa żółte i niebieski.                                              |
| Gmina Płaska            |      | Flaga gminy została ustanowiona uchwałą nr VI/35/07 z 28 kwietnia 2007. Jest to prostokątny płat tkaniny koloru zielonego, w którego centralnej części umieszczono część godła z herbu gminy. |

### Miasto Białystok
| Wzór | Opis |
| ---- | --- |
|      | Flaga miasta, autorstwa Tadeusza Gajla, została ustanowiona 27 maja 1996. Jest to prostokątny płat tkaniny o proporcjach 5:8, podzielony na trzy równe poziome pasy: biały, żółty i czerwony. W centralnej części może zawierać herb miasta. |

### Powiat białostocki
| Gmina                      | Wzór | Opis |
| -------------------------- | ---- | --- |
| Miasto i gmina Choroszcz   |      | Flaga gminy to prostokątny płat tkaniny o proporcjach 3:4, podzielony na cztery równe pionowe pasy: żółty, szarofioletowy, biały i czerwony. |
| Gmina Juchnowiec Kościelny |      | Flaga gminy, autorstwa Tadeusza Gajla, została ustanowiona uchwałą nr XXV/286/2013 z 18 kwietnia 2013. Jest to prostokątny płat tkaniny o proporcjach 5:8 koloru czerwonego, w którego centralnej części umieszczono godło z herbu gminy.           |
| Miasto i gmina Łapy        |      | Flaga gminy została ustanowiona 1 grudnia 1992. Jest to prostokątny płat tkaniny o proporcjach 5:8, podzielony na trzy równe poziome pasy: biały, żółty i błękitny.                                                                                 |
| Gmina Poświętne            |      | Flaga gminy, autorstwa Roberta Szydlika, została ustanowiona uchwałą nr XXVIII/190/14 z 29 kwietnia 2014. Jest to prostokątny płat tkaniny o proporcjach 5:8 koloru czerwonego, w którego centralnej części umieszczono godło z herbu gminy.        |
| Miasto i gmina Supraśl     |      | Flaga gminy, autorstwa Grzegorza Łosia, to prostokątny płat tkaniny o proporcjach 5:8 koloru czerwonego, przedzielony biegnącym z lewego dolnego rogu białym pasem. W jego centralnej części umieszczono herb gminy.                                |
| Gmina Turośń Kościelna     |      | Flaga gminy została ustanowiona uchwałą nr XI/63/99 z 1 września 1999. Jest to prostokątny płat tkaniny o proporcjach 5:8, podzielony na trzy pionowe pasy: dwa czerwone i żółty w stosunku 1:3:1. W jego centralnej części umieszczono herb gminy. |
| Miasto i gmina Tykocin     |      | Flaga gminy została ustanowiona uchwałą nr XXI/128/2020 z 6 marca 2020. Jest to prostokątny płat tkaniny o proporcjach 5:8, podzielony na trzy kliny: dwa złote i czerwony. Z lewej strony płata umieszczono godło z herbu gminy.                   |
| Miasto i gmina Wasilków    |      | Flaga gminy została ustanowiona uchwałą nr XXXVI/293/17 z 28 września 2017. Jest to prostokątny płat tkaniny o proporcjach 5:8, podzielony na trzy poziome pasy: dwa żółte i czarny w stosunku 2:1:2.                                               |
| Miasto i gmina Zabłudów    |      | Flaga gminy została ustanowiona uchwałą nr XXX/176/97 z 17 sierpnia 1997. Jest to prostokątny płat tkaniny, podzielony na dwa równe poziome pasy: czerwony i niebieski. W jego centralnej części umieszczono herb gminy.                            |

### Powiat bielski
| Gmina                 | Wzór | Opis |
| --------------------- | ---- | --- |
| Gmina Bielsk Podlaski |      | Flaga gminy, autorstwa dr Gerarda Kucharskiego, została ustanowiona uchwałą nr XL/253/2014 z 29 sierpnia 2014. Jest to prostokątny płat tkaniny o proporcjach 5:8 koloru błękitnego, w którego centralnej części umieszczono godło z herbu gminy. |
| Gmina Brańsk          |      | Flaga gminy to prostokątny płat tkaniny, podzielony na trzy poziome pasy: biały, żółty i czerwony w stosunku 2:1:2. W jego centralnej części umieszczono herb gminy.                                                                              |
| Gmina Orla            |      | Flaga gminy została ustanowiona uchwałą nr XXIV/163/02 z 19 kwietnia 2002. Jest to prostokątny płat tkaniny, podzielony na trzy pionowe pasy: dwa czerwone i żółty w stosunku 1:2:1. W jego centralnej części umieszczono herb gminy.             |
| Gmina Wyszki          |      | Flaga gminy, autorstwa Henryka Seroki, została ustanowiona uchwałą nr XVII/213/17 z 27 czerwca 2017. Jest to prostokątny płat tkaniny o proporcjach 5:8 koloru błękitnego, w którego centralnej części umieszczono godło z herbu gminy.           |

### Powiat hajnowski
| Gmina            | Wzór | Opis |
| ---------------- | ---- | --- |
| Gmina Białowieża |      | Flaga gminy została ustanowiona uchwałą nr X/62/11 z 25 listopada 2011. Jest to prostokątny płat tkaniny o proporcjach 5:8, podzielony na trzy poziome pasy: biały, zielony i żółty w stosunku 2:1:2.                                                        |
| Gmina Hajnówka   |      | Flaga gminy została ustanowiona uchwałą nr XXV/135/13 z 4 czerwca 2013. Jest to prostokątny płat tkaniny o proporcjach 5:8, podzielony na trzy poziome pasy: dwa zielone i biały w stosunku 1:3:1. W jego centralnej części umieszczono godło z herbu gminy. |
| Gmina Narew      |      | Flaga gminy została ustanowiona uchwałą nr XXXVII/217/10 z 14 października 2010. Jest to prostokątny płat tkaniny o proporcjach 5:8 koloru białego, w którego centralnej części umieszczono godło z herbu gminy.                                             |
| Gmina Narewka    |      | Flaga gminy została ustanowiona 25 kwietnia 1996. Jest to prostokątny płat tkaniny o proporcjach 5:8, podzielony na trzy równe poziome pasy: biały, błękitny i zielony.                                                                                      |

### Powiat kolneński
| Gmina            | Wzór | Opis |
| ---------------- | ---- | --- |
| Miasto Kolno     |      | Flaga miasta została ustanowiona uchwałą nr XIX/104/2000 z 28 czerwca 2000. Jest to prostokątny płat tkaniny, podzielony na trzy poziome pasy: biały, czerwony i żółty w stosunku 1:2:1. W jego centralnej części umieszczono herb miasta.                      |
| Gmina Kolno      |      | Flaga gminy została ustanowiona uchwałą nr XVI/117/08 z 29 maja 2008. Jest to prostokątny płat tkaniny o proporcjach 5:8, podzielony na trzy poziome pasy: czerwony, złoty i zielony w stosunku 1:3:1. W jego centralnej części umieszczono herb gminy.         |
| Gmina Mały Płock |      | Flaga gminy została ustanowiona uchwałą nr X/39/11 z 28 października 2011. Jest to prostokątny płat tkaniny o proporcjach 5:8, podzielony na pięć poziomych pasów: trzy czerwone i dwa białe w stosunku 4:5:2:5:4. Z lewej strony płata umieszczono herb gminy. |
| Gmina Turośl     |      | Flaga gminy, autorstwa Roberta Szydlika, została ustanowiona uchwałą nr XXII/120/13 z 3 grudnia 2013. Jest to prostokątny płat tkaniny o proporcjach 5:8 koloru zielonego, w którego centralnej części umieszczono godło z herbu gminy.                         |

### Miasto Łomża
| Wzór | Opis |
| ---- | --- |
|      | Flaga miasta została ustanowiona uchwałą nr 135/XXVI/95 z 20 grudnia 1995. Jest to prostokątny płat tkaniny, podzielony na trzy kliny: żółty (symbol mazowieckich piasków), niebieski (symbolizujący rzekę Narew) i czerwony (nawiązujący do murów miejskich). |

### Powiat łomżyński
| Gmina          | Wzór | Opis |
| -------------- | ---- | --- |
| Gmina Łomża    |      | Obecna forma flagi gminy, autorstwa Roberta Szydlika, została ustanowiona uchwałą nr XXXIII/211/17 z 18 października 2017, poprzednia wersja obowiązywała od 1997. Jest to prostokątny płat tkaniny o proporcjach 5:8, podzielony na dwa poziome pasy: czerwony i żółty w stosunku 4:1. Z lewej strony płata umieszczono godło z herbu gminy. |
| Gmina Piątnica |      | Flaga gminy, autorstwa Roberta Szydlika, została ustanowiona uchwałą nr 17/V/2011 z 30 stycznia 2011. Jest to prostokątny płat tkaniny o proporcjach 5:8, podzielony na trzy poziome pasy: dwa zielone i złoty (żółty) w stosunku 1:2:1. W jego centralnej części umieszczono godło z herbu gminy. |
| Gmina Wizna    |      | Obecna wersja flagi gminy, autorstwa Kamila Wójcikowskiego i Roberta Fidury, została ustanowiona uchwałą nr XXXVII/282/2022 z 31 maja 2022. Poprzednia flaga gminy to prostokątny płat tkaniny koloru żółtego, w którego centralnej części umieszczono pół czarnego niedźwiedzia i pół czerwonego orła, zwieńczonych jedną koroną. Jest to flaga prawdopodobnie mylnie przypisywana ziemi wiskiej. Obecnie jest to prostokątny płat tkaniny o proporcjach 5:8, podzielony na trzy pionowe pasy: dwa czerwone i złoty (żółty) w stosunku 1:6:1. W jego centralnej części umieszczono godło z herbu gminy. |

### Powiat moniecki
| Gmina                  | Wzór | Opis |
| ---------------------- | ---- | --- |
| Miasto i gmina Goniądz |      | Flaga gminy została ustanowiona uchwałą nr XXII/120/13 z 3 grudnia 2013. Jest to prostokątny płat tkaniny o proporcjach 5:8 koloru żółtego, w którego centralnej części umieszczono godło z herbu gminy. |
| Miasto i gmina Mońki   |      | Flaga miasta została ustanowiona uchwałą nr XII/109/95 z 9 listopada 1995. Jest to prostokątny płat tkaniny, podzielony na dwa równe poziome pasy: czerwony i złoty.                                     |

### Powiat sejneński
| Gmina           | Wzór | Opis |
| --------------- | ---- | --- |
| Gmina Giby      |      | Flaga gminy, autorstwa Tadeusza Gajla, została ustanowiona uchwałą nr V/31/11 z 28 marca 2011. Jest to prostokątny płat tkaniny o proporcjach 5:8 koloru zielonego, w którego centralnej części umieszczono godło z herbu gminy.                               |
| Gmina Krasnopol |      | Flaga gminy została ustanowiona uchwałą nr XXXII/184/10 z 28 stycznia 2010. Jest to prostokątny płat tkaniny o proporcjach 5:8, podzielony w krzyż na cztery pola w kolorach: białym, czerwonym (2 pola) i żółtym. W lewym górnym polu umieszczono herb gminy. |
| Miasto Sejny    |      | Flaga miasta to prostokątny płat tkaniny o proporcjach 5:8, podzielony na dwa równe pionowe pasy: czerwony z godłem z herbu miasta i zielony, przedzielony białym falistym pasem.                                                                              |
| Gmina Sejny     |      | Flaga gminy została ustanowiona uchwałą nr XXXVII/157/05 z 2 września 2005. Jest to prostokątny płat tkaniny o proporcjach 5:8, podzielony na trzy poziome pasy: dwa czerwone i biały w stosunku 1:3:1. W jego centralnej części umieszczono herb gminy.       |

### Powiat siemiatycki
| Gmina                    | Wzór | Opis |
| ------------------------ | ---- | --- |
| Miasto i gmina Drohiczyn |      | Flaga gminy została ustanowiona uchwałą nr XII/91/08 z 14 marca 2008. Jest to prostokątny płat tkaniny o proporcjach 2:3 koloru białego, w którego centralnej części umieszczono godło z herbu gminy.                                                    |
| Gmina Nurzec-Stacja      |      | Flaga gminy została ustanowiona uchwałą nr VIII/79/2025 z 27 czerwca 2025. Jest to prostokątny płat tkaniny o proporcjach 5:8, podzielony na dwa poziome pasy: biały i zielony w stosunku 2:1. W jego centralnej części umieszczono godło z herbu gminy. |
| Miasto Siemiatycze       |      | Flaga miasta została ustanowiona uchwałą nr X/67/03 z 27 sierpnia 2003. Jest to prostokątny płat tkaniny o proporcjach 5:8, podzielony na trzy równe poziome pasy: czerwony, żółty i niebieski. W jego centralnej części umieszczono herb miasta.        |

### Powiat sokólski
| Gmina                    | Wzór | Opis |
| ------------------------ | ---- | --- |
| Gmina Janów              |      | Flaga gminy, autorstwa Tadeusza Gajla, to prostokątny płat tkaniny podzielony na pięć poziomych pasów: zielony, żółty, czerwony, żółty i zielony w stosunku 3:1:2:1:3.                                                                                          |
| Gmina Korycin            |      | Flaga gminy została ustanowiona uchwałą nr XIII/68/95 z 11 listopada 1995. Jest to prostokątny płat tkaniny o proporcjach 5:8, podzielony na trzy równe pionowe pasy: dwa zielone i czerwony. W jego centralnej części umieszczono biały krzyż.                 |
| Miasto i gmina Krynki    |      | Flaga gminy została ustanowiona uchwałą nr XVIII/108/2016 z 29 grudnia 2016. Jest to prostokątny płat tkaniny o proporcjach 5:8, podzielony na dwa poziome pasy: niebieski i zielony w stosunku 19:6. Z lewej strony płata umieszczono godło z herbu gminy.     |
| Miasto i gmina Sokółka   |      | Flaga gminy, autorstwa Andrzeja Kocha, została ustanowiona w lutym 1998. Jest to prostokątny płat tkaniny, podzielony na trzy kliny: żółty i dwa czerwone. |
| Miasto i gmina Suchowola |      | Flaga gminy to prostokątny płat tkaniny o proporcjach 5:8, podzielony na dwa pionowe pasy: zielony i niebieski z żółtym krzyżem. |
| Gmina Szudziałowo        |      | Flaga gminy została ustanowiona uchwałą nr XVIII/117/2000 z 28 lipca 2000. Jest to prostokątny płat tkaniny o proporcjach 5:8, podzielony na trzy pionowe pasy: dwa żółte i zielony w stosunku 1:3:1. W jego centralnej części umieszczono godło z herbu gminy. |

### Miasto Suwałki
| Wzór | Opis |
| ---- | --- |
|      | Pierwsza wersja flagi miasta została ustanowiona uchwałą nr VII/61/2015 z 29 kwietnia 2015, obecna, autorstwa Kamila Wójcikowskiego i Roberta Fidury, została ustanowiona uchwałą nr XLIX/641/2022 z 28 września 2022. Jest to prostokątny płat tkaniny o proporcjach 5:8, podzielony na dwa poziome pasy: zielony i czerwony w stosunku 7:1. W jego centralnej części umieszczono herb miasta. |

### Powiat suwalski
| Gmina            | Wzór | Opis |
| ---------------- | ---- | --- |
| Gmina Filipów    |      | Flaga gminy została ustanowiona uchwałą nr XIX/135/2013 z 27 lutego 2013. Jest to prostokątny płat tkaniny o proporcjach 5:8, podzielony na trzy pionowe pasy: dwa czarne i czerwony w stosunku 1:4:1. W jego centralnej części umieszczono godło z herbu gminy.        |
| Gmina Suwałki    |      | Flaga gminy została ustanowiona uchwałą nr VIII/61/15 z 12 czerwca 2015. Jest to prostokątny płat tkaniny o proporcjach 5:8 koloru zielonego, w którego centralnej części umieszczono godło z herbu gminy.                                                              |
| Gmina Szypliszki |      | Flaga gminy została ustanowiona uchwałą nr XVI/109/2012 z 15 maja 2012. Jest to prostokątny płat tkaniny o proporcjach 5:8, podzielony na pięć pionowych pasów: dwa żółte, dwa czarne i zielony w stosunku 2:1:10:1:2. W jego centralnej części umieszczono herb gminy. |
| Gmina Wiżajny    |      | Flaga gminy została ustanowiona uchwałą nr VII/41/15 z 28 maja 2015. Jest to prostokątny płat tkaniny o proporcjach 5:8 koloru czerwonego, w którego centralnej części umieszczono godło z herbu gminy.                                                                 |

### Powiat wysokomazowiecki
| Gmina                       | Wzór | Opis |
| --------------------------- | ---- | --- |
| Miasto i gmina Ciechanowiec |      | Flaga gminy została ustanowiona uchwałą nr 219/XIX/08 z 25 sierpnia 2008. Jest to prostokątny płat tkaniny o proporcjach 5:8, podzielony na trzy równe poziome pasy: dwa błękitne i żółty. |
| Miasto i gmina Czyżew       |      | Flaga gminy, autorstwa ks. Pawła Dudzińskiego i Wojciecha Tutaka została ustanowiona uchwałą nr XVIII/124/12 z 3 maja 2012. Jest to prostokątny płat tkaniny o proporcjach 5:8 koloru błękitnego, w którego centralnej części umieszczono godło z herbu gminy, a w prawym dolnym rogu dwa białe ukośne pasy, nawiązujące do historii gminy. |
| Gmina Kobylin-Borzymy       |      | Flaga gminy została ustanowiona 3 maja 2005. Jest to prostokątny płat tkaniny o proporcjach 5:8, podzielony na trzy pionowe pasy: dwa czerwone i biały w stosunku 1:2:1. W jego centralnej części umieszczono herb gminy. |
| Gmina Kulesze Kościelne     |      | Flaga gminy, autorstwa Roberta Szydlika, została ustanowiona uchwałą nr 80/XVI/2012 z 19 sierpnia 2012. Jest to prostokątny płat tkaniny o proporcjach 5:8 koloru czerwonego, w którego centralnej części umieszczono godło z herbu gminy.                                                                                                  |
| Gmina Nowe Piekuty          |      | Flaga gminy została ustanowiona uchwałą nr XXXII/197/14 z 4 czerwca 2014. Jest to prostokątny płat tkaniny o proporcjach 5:8, podzielony na trzy pionowe części w stosunku 1:2:1. Dwie skrajne podzielone są na pięć równych poziomych pasów: trzy czerwone i dwa białe, środkowy błękitny zawiera godło z herbu gminy.                     |
| Gmina Sokoły                |      | Flaga gminy została ustanowiona uchwałą nr VI/30/03 z 4 marca 2003. Jest to prostokątny płat tkaniny, podzielony na trzy pionowe pasy: dwa węższe żółte i błękitny. W jego centralnej części umieszczono godło z herbu gminy. |
| Miasto i gmina Szepietowo   |      | Flaga gminy została ustanowiona uchwałą nr XI/73/07 z 12 listopada 2007. Jest to prostokątny płat tkaniny o proporcjach 5:8, podzielony na pięć poziomych pasów: dwa błękitne, biały, czarny i żółty w stosunku 2:1:2:1:2. W jego centralnej części umieszczono herb gminy.                                                                 |
| Miasto Wysokie Mazowieckie  |      | Flaga miasta została ustanowiona 10 października 2002. Jest to prostokątny płat tkaniny o proporcjach 5:8, podzielony srebrnym ukośnym pasem biegnącym z prawego górnego rogu na dwie części: lewą błękitną z godłem z herbu gminy i prawą zieloną.                                                                                         |
| Gmina Wysokie Mazowieckie   |      | Flaga gminy została ustanowiona uchwałą nr 238/XXVI/13 z 20 czerwca 2013. Jest to prostokątny płat tkaniny o proporcjach 5:8, podzielony na trzy poziome pasy: błękitny, srebrny i złoty. W jego centralnej części umieszczono herb gminy.                                                                                                  |

### Powiat zambrowski
| Gmina          | Wzór | Opis |
| -------------- | ---- | --- |
| Gmina Rutki    |      | Flaga gminy, autorstwa Roberta Szydlika, została ustanowiona uchwałą nr 154/XXVIII/13 z 20 grudnia 2013. Jest to prostokątny płat tkaniny o proporcjach 5:8 koloru czerwonego, w którego centralnej części umieszczono godło z herbu gminy.                                                        |
| Gmina Szumowo  |      | Flaga gminy, autorstwa Roberta Szydlika, została ustanowiona uchwałą nr XIX/135/2013 z 27 lutego 2013. Jest to prostokątny płat tkaniny o proporcjach 5:8, podzielony na trzy pionowe pasy: żółty, czerwony i błękitny w stosunku 1:2:1. W jego centralnej części umieszczono godło z herbu gminy. |
| Miasto Zambrów |      | Flaga miasta to prostokątny płat tkaniny, podzielony na trzy pionowe pasy: dwa czerwone i biały. W jego centralnej części umieszczono herb miasta. |
| Gmina Zambrów  |      | Flaga gminy została ustanowiona uchwałą nr 151/XXVII/09 z 27 lipca 2009. Jest to prostokątny płat tkaniny o proporcjach 5:8, podzielony na pięć równych poziomych pasów: dwa zielone, dwa białe i czarny.                                                                                          |